# Protidesantne enote
Protidesantne enote so vojaška enota, ki so izurjene, oborožene in opremljene za namen zavrniti oz. uničiti sovražnikov desant.
Po navadi so take enote statične in opremljene s težkim orožjem.